# CD Feirense
Clube Desportivo Feirense, znany również jako CD Feirense lub po prostu Feirense – portugalski klub piłkarski z siedzibą w Santa Maria da Feira, założony 19 marca 1918 roku. Obecnie występuje w rozgrywkach Liga Portugal 2.